# Cantone di Louviers-Nord
Il Cantone di Louviers-Nord era una divisione amministrativa dell'arrondissement di Les Andelys.
A seguito della riforma approvata con decreto del 25 febbraio 2014, che ha avuto attuazione dopo le elezioni dipartimentali del 2015, è stato soppresso.

## Composizione
Comprendeva parte della città di Louviers e i comuni di
- Andé
- Heudebouville
- Incarville
- Saint-Étienne-du-Vauvray
- Saint-Pierre-du-Vauvray
- Vironvay